# Jodid cesný
Jodid cesný je anorganická sloučenina, (halogenid) se vzorcem CsI. Krystaluje ve formě krychlové (kubické) mřížky. Používá se při výrobě detektorů ultrafialového záření ve fluorescenčních zesilovačích zvláště pro oblast vysoce energetického rentgenového záření nebo oblast měkkého záření gama.

## Příprava
Jodid cesný se připravuje neutralizační reakcí hydroxidu cesného s kyselinou jodovodíkovou:
CsOH + HI → CsI + H2O
Další možností je reakce uhličitanu cesného s kyselinou jodovodíkovou:
Cs2CO3 + 2HI → 2CsI + H2O + CO2
Lze využít také výměnnou reakci jodidu barnatého se síranem cesným, při které dojde k odstranění vzniklého síranu barnatého díky jeho nízké rozpustnosti ve vodě:
Cs2SO4 + BaI2 → 2CsI + BaSO4 ↓

## Využití

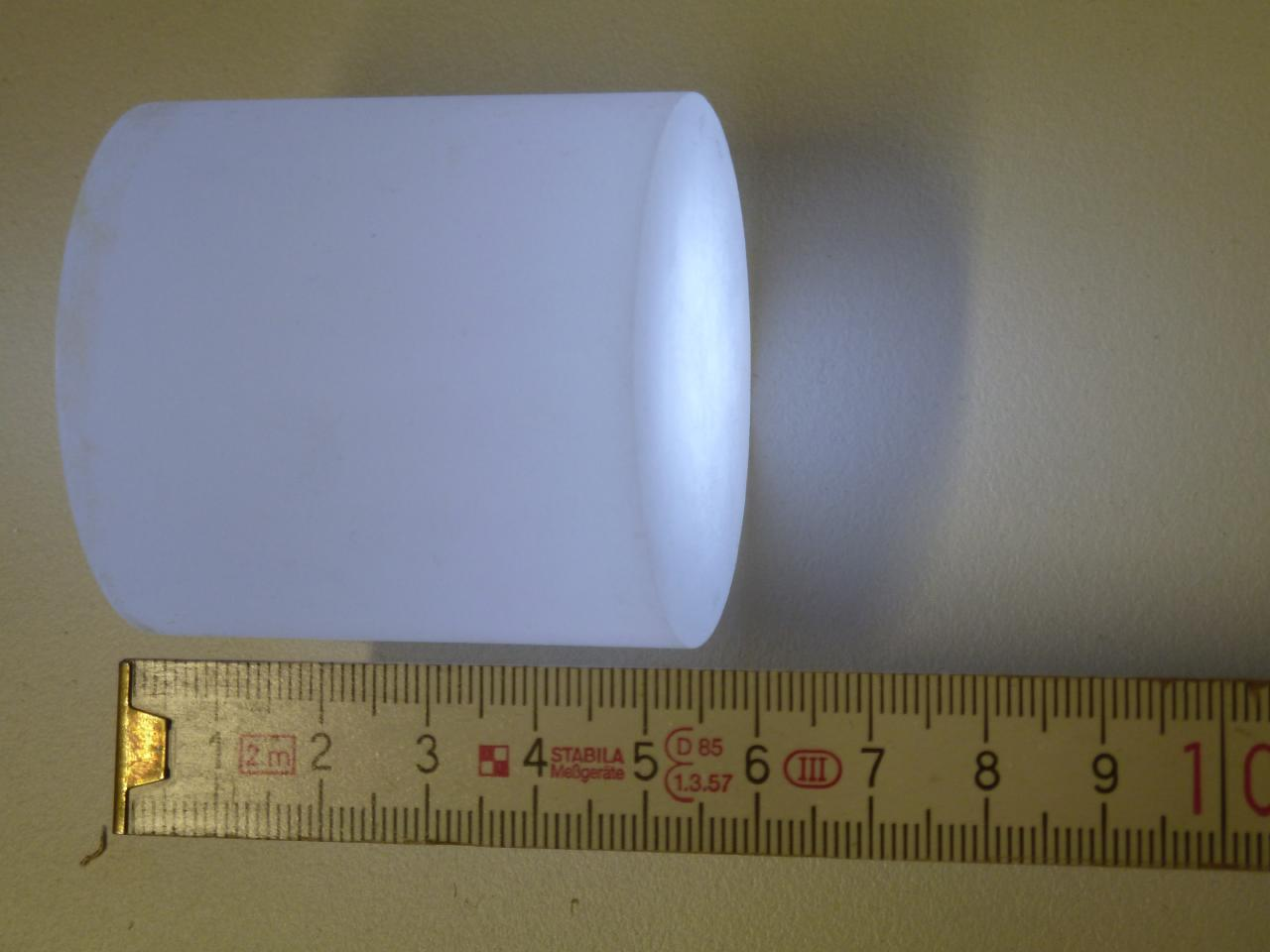
Krystal CsI dopovaný thaliem pro scintilační detektor

- Jodid cesný se používá především při výrobě detektorů ultrafialového záření ve fluorescenčních zesilovačích zvláště pro oblast vysoce energetického rentgenového záření nebo oblast měkkého záření gama.

- Důležitou aplikací jodidu cesného je příprava scintilačních krystalů pro výzkum v oblasti částicové fyziky. Čistý CsI je rychlý a hustý scintilační materiál s relativně vysokým světelným výtěžkem v blízké ultrafialové oblasti na vlnové délce 310 nm a ve viditelné oblasti na vlnové délce 460 nm. Nevýhodou CsI je jeho vysoký teplotní gradient a mírná hygroskopičnost.

- Jodid cesný se používá k dělení paprsku světla (beamsplitter) v infračervené spektrometrii s Fourierovou transformací (FTIR). Má širší pracovní rozsah a lepší optickou výtěžnost než běžně používané splittery z bromidu draselného, ale má horší mechanické vlastnosti - krystaly CsI jsou měkké a obtížně se štípou. Musí být také potaženy slabou vrstvou germania na ochranu proti vzdušné vlhkosti.[3]

## Podobné sloučeniny
- Fluorid cesný
- Chlorid cesný
- Bromid cesný
- Jodid lithný
- Jodid sodný
- Jodid draselný
- Jodid rubidný